# 奧地利國家男子籃球隊
奧地利國家男子籃球隊是奧地利的男子籃球國家隊，由奧地利國家籃球協會管理。奧地利國家男子籃球隊曾經六次打入歐洲籃球錦標賽。

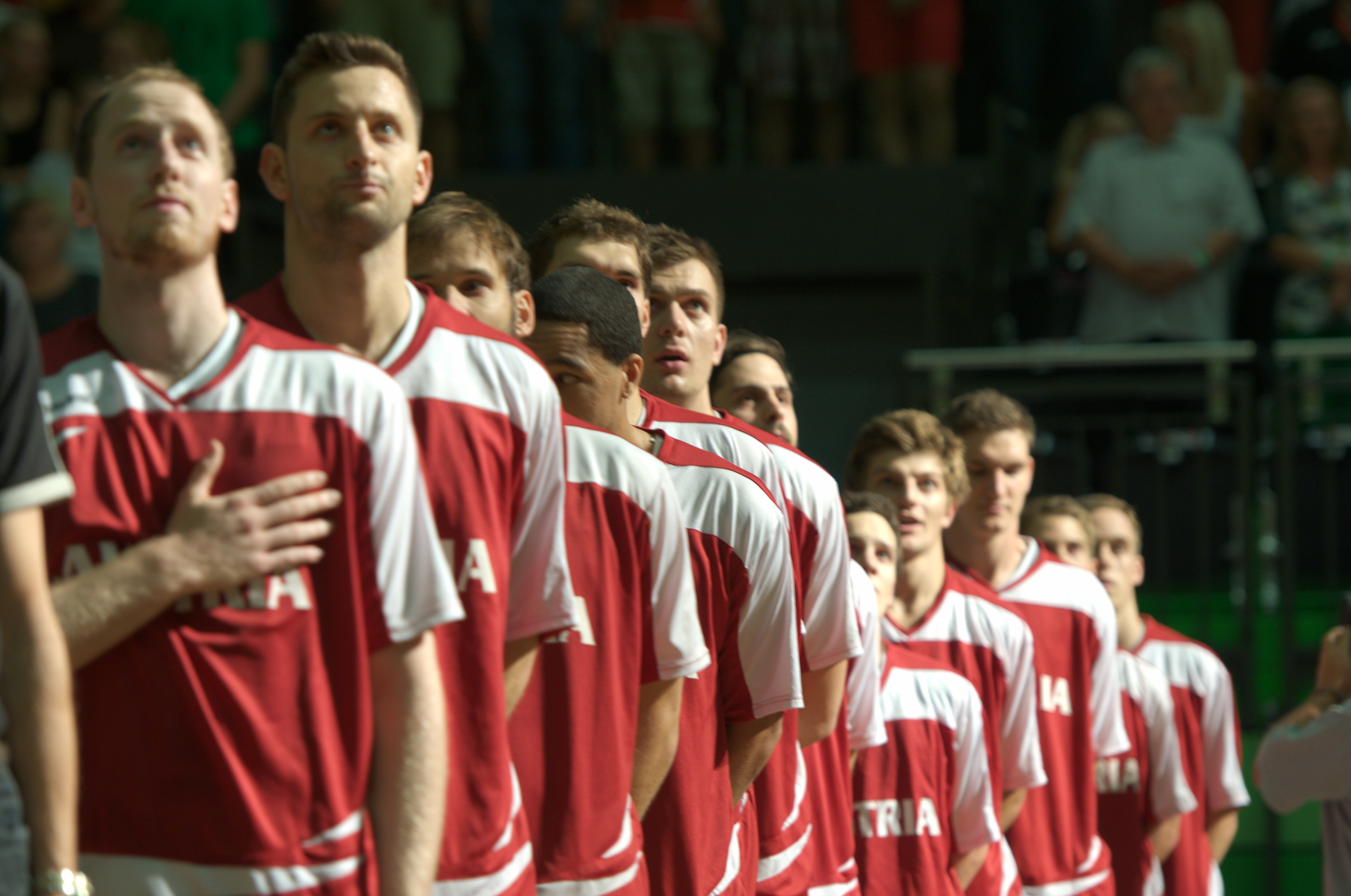
奧地利國家男子籃球隊